# ثامر (حديبو)

تعديل مصدري - تعديل

ثامر إحدى قرى مديرية حديبو التابعة لمحافظة سقطرى، بلغ تعداد سكانها 114 نسمة حسب تعداد اليمن لعام 2004.